# Чижовка (зупинний пункт)
Чижовка (рос. Чижовка) — зупинний пункт Гомельського відділення Білоруської залізниці в Речицькому районі Гомельської області. Розташований за 0,7 км на південний схід від села Чижовка; на лінії Гомель — Калинковичі, між роз'їздом Полісся та станцією Якимівка.